# Rocbaron
 Rocbaron  es una población y comuna francesa, que se encuentra en la región de Provenza-Alpes-Costa Azul, departamento de Var, en el distrito de Brignoles y cantón de La Roquebrussanne.

## Demografía
| 92 | 222 | 310 | 778 | 1,774 | 3,026 |
| Para los censos de 1962 a 1999 la población legal corresponde a la población sin duplicidades (Fuente: INSEE [Consultar]) |     |     |     |       |       |